# Regionalwahl in Kalabrien 1990
Die Regionalwahl in Kalabrien 1990 fand am 6. und 7. Mai statt.

## Wahlergebnis
| Listen            | Listen                                        | Stimmen   | %    | Mandate |
| ----------------- | --------------------------------------------- | --------- | ---- | ------- |
|                   | Democrazia Cristiana                          | 451.337   | 38,2 | 16      |
|                   | Partito Socialista Italiano                   | 263.807   | 22,3 | 9       |
|                   | Partito Comunista Italiano                    | 230.012   | 19,4 | 8       |
|                   | Partito Socialista Democratico Italiano       | 69.045    | 5,8  | 2       |
|                   | Movimento Sociale Italiano – Destra Nazionale | 50.605    | 4,3  | 2       |
|                   | Partito Repubblicano Italiano                 | 34.160    | 2,9  | 1       |
|                   | Partito Liberale Italiano                     | 24.101    | 2,0  | 1       |
|                   | Democrazia Proletaria                         | 14.003    | 1,2  | 1       |
|                   | Caccia Pesca Ambiente                         | 13.599    | 1,1  | –       |
|                   | Lista Verde                                   | 13.030    | 1,1  | –       |
|                   | Verdi Arcobaleno                              | 11.028    | 0,9  | –       |
|                   | Antiproibizionisti sulla Droga                | 5.142     | 0,4  | –       |
|                   | Lega Lombarda – Lega Sud                      | 2.928     | 0,2  | –       |
| Gesamt            | Gesamt                                        | 1.182.797 | 100  | 40      |
|                   |                                               |           |      |         |
| Ungültige Stimmen | Ungültige Stimmen                             | 102.386   | 8,0  |         |
| Wähler            | Wähler                                        | 1.285.183 | 75,8 |         |
| Wahlberechtigte   | Wahlberechtigte                               | 1.696.106 |      |         |